# Eleutheros Cooke
Pour les articles homonymes, voir Cooke.
Eleutheros Cooke, né le 25 décembre 1787 et mort le 27 décembre 1864, est un avocat et homme politique américain qui fut représentant au Congrès des États-Unis pour l'Ohio de 1831 à 1833.

## Biographie
Cooke naît le 25 décembre 1787 à Granville, dans le comté de Washington (New York). Il est le fils d'Asaph Cooke (1748-1826) et de Thankful Parker (1745-1819). Son grand-père est Asaph Cooke (1720-1792). Son prénom commémore l'élaboration de la Constitution des États-Unis en 1787, l'année de sa naissance. Il étudie à Union College. Il étudie le droit, est admis au barreau et commence à pratiquer le droit à Granville. Il déménage ensuite à Madison, Indiana en 1817, et à Sandusky dans l'Ohio en 1819. Il est élu à la Chambre des représentants de l'Ohio en 1822, 1823, 1825 et 1840. Il obtient de l'Assemblée législative de l'Ohio en 1826 la première charte accordée à un chemin de fer aux États-Unis — la Mad River and Lake Erie Railroad (plus tard Sandusky, Dayton et Cincinnati Railroad) — et le terrain est défoncé en 1832.
Il est élu pour représenter le 14e district congressionnel de l'Ohio au 22e congrès des États-Unis en 1831 en tant que candidat anti-Jacksonien. Il n'est réélu à ce poste, malgré l'obtention de la majorité des voix.
Alors qu'il est au Congrès, le représentant William Stanbery (en), de l'Ohio, est agressé dans la rue par le général Sam Houston, à la suite de remarques faites à la Chambre. En portant l'affaire devant le Congrès, Cooke dit que si lui et ses amis se voyaient refuser la protection de cet organisme, il « s'enfuirait au sein de ses électeurs », et cette expression a été reprise par ses opposants politiques et est restée un slogan pendant un certain temps.
Il meurt le 27 décembre 1864 à 
Sandusky.

## Famille

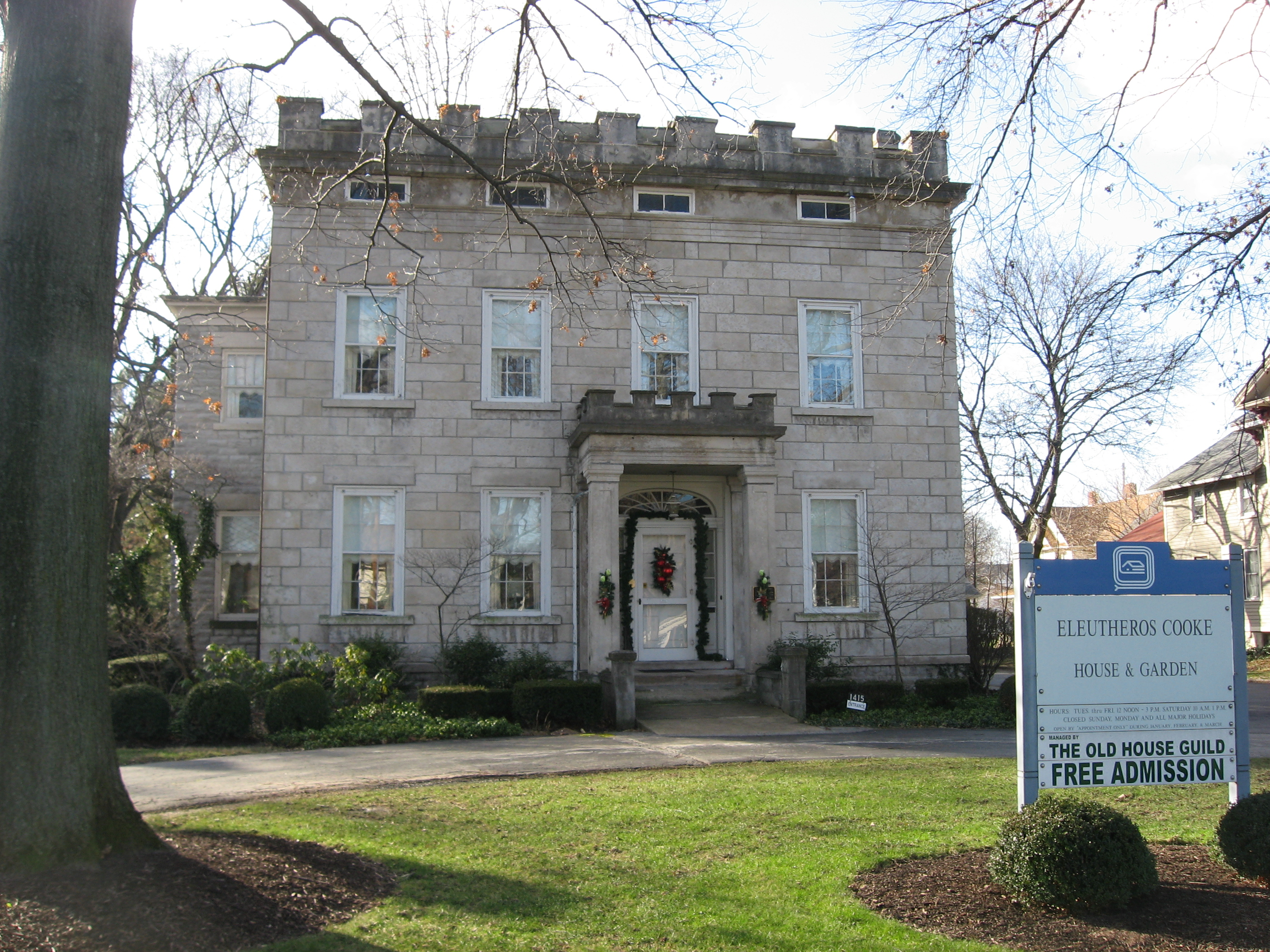
La maison de Cooke à Sandusky.

Son fils Jay Cooke est un éminent financier du chemin de fer. Un autre fils, Henry D. Cooke, est un financier et un journaliste de renom.